# Dariusz Osuch
Dariusz Bogusław Osuch (ur. 20 lutego 1969 w Biłgoraju) – polski sztangista, medalista mistrzostw Europy, olimpijczyk z Barcelony 1992 i Atlanty 1996.

## Życiorys
Zawodnik klubów: Znicz Biłgoraj, Światowit Myszków. Mistrz świata juniorów i mistrz Europy juniorów w roku 1989 oraz wicemistrz świata juniorów i Europy juniorów w roku 1988.
Mistrz Polski w wadze ciężkiej II (do 110 kg) w latach 1992, 1993. Wicemistrz Polski z lat 1991, 1994, 1996.
Dwukrotny medalista mistrzostw Europy: srebrny z mistrzostw w Warszawie (1995) i brązowy z mistrzostw w Riesa (1998).
Na igrzyskach w Barcelonie zajął 5. miejsce w wadze ciężkiej II (do 110 kg).
Na igrzyskach w Atlancie zajął 8. miejsce w wadze ciężkiej II (do 108 kg).